# Isotopi del boro
Il boro (B) si presenta naturalmente con due isotopi, il 10B e il 11B, il secondo dei quali costituisce circa l'80% del boro naturale. Ci sono 14 radioisotopi che sono stati scoperti, con numeri di massa da 6 a 21, tutti con emivite brevi, la più lunga essendo quella del 8B, con un'emivita di soli 770 millisecondi (ms), e del 12B con un'emivita di 20,2 ms. Tutti gli altri isotopi hanno emivite più brevi di 17,35 ms, con l'isotopo meno stabile che è il 7B, con un'emivita di 150 yoctosecondi (ys). Gli isotopi con massa al di sotto di 10 decadono a elio (attraverso isotopi del berillio con vita breve per il 7B e il 9B), mentre quelli con massa al di sopra di 11 diventano per la maggior parte carbonio.

## Tabella degli isotopi
Massa atomica standard: 10,811(7) u
| simbolo | Z              | N   | massa isotopica (u) | emivita                         | spin nucleare | DM            | DP      | NA      |
| ------- | -------------- | --- | ------------------- | ------------------------------- | ------------- | ------------- | ------- | ------- |
| 6B      | 5              | 1   | 6,04681(75)#        |                                 |               |               |         |         |
| 7B      | 5              | 2   | 7,02992(8)          | 350(50)×10−24 s [1,4(2) MeV]    | (3/2–)        | p             | 6Be     |         |
| 8B      | 5              | 3   | 8,0246072(11)       | 770(3) ms                       | 2+            | β+, α         | 2 (4He) |         |
| 9B      | 5              | 4   | 9,0133288(11)       | 800(300)×10−21 s [0,54(21) keV] | 3/2–          | p             | 8Be     |         |
| 10B     | 5              | 5   | 10,0129370(4)       | STABILE                         | 3+            |               |         | 19,9(7) |
| 11B     | 5              | 6   | 11,0093054(4)       | STABILE                         | 3/2–          |               |         | 80,1(7) |
| 12B     | 5              | 7   | 12,0143521(15)      | 20,20(2) ms                     | 1+            | β− (98,4%)    | 12C     |         |
| 12B     | β−, α (1,6%)   | 8Be | 12,0143521(15)      | 20,20(2) ms                     | 1+            |               |         |         |
| 13B     | 5              | 8   | 13,0177802(12)      | 17,33(17) ms                    | 3/2–          | β− (99,72 %)  | 13C     |         |
| 13B     | β−, n (0,279%) | 12C | 13,0177802(12)      | 17,33(17) ms                    | 3/2–          |               |         |         |
| 14B     | 5              | 9   | 14,025404(23)       | 12,5(5) ms                      | 2–            | β− (93,96 %)  | 14C     |         |
| 14B     | β−, n (6,04%)  | 13C | 14,025404(23)       | 12,5(5) ms                      | 2–            |               |         |         |
| 15B     | 5              | 10  | 15,031103(24)       | 9,87(7) ms                      | 3/2–          | β−, n (93,6%) | 14C     |         |
| 15B     | β− (6,0%)      | 15C | 15,031103(24)       | 9,87(7) ms                      | 3/2–          |               |         |         |
| 15B     | β−, 2n (0,40%) | 13C | 15,031103(24)       | 9,87(7) ms                      | 3/2–          |               |         |         |
| 16B     | 5              | 11  | 16,03981(6)         | <190×10−12 s [<0,1 MeV]         | 0–            | n             | 15B     |         |
| 17B     | 5              | 12  | 17,04699(18)        | 5,08(5) ms                      | (3/2+)        | β−, n (63,0%) | 14C     |         |
| 17B     | β− (22,1%)     | 17C | 17,04699(18)        | 5,08(5) ms                      | (3/2+)        |               |         |         |
| 17B     | β−, 2n (11,0%) | 15C | 17,04699(18)        | 5,08(5) ms                      | (3/2+)        |               |         |         |
| 17B     | β−, 3n (3,5%)  | 14C | 17,04699(18)        | 5,08(5) ms                      | (3/2+)        |               |         |         |
| 17B     | β−, 4n (0,40%) | 13C | 17,04699(18)        | 5,08(5) ms                      | (3/2+)        |               |         |         |
| 18B     | 5              | 13  | 18,05617(86)#       | <26 ns                          | (4–)#         | n             | 17B     |         |
| 19B     | 5              | 13  | 19,06373(43)#       | 2,92(13) ms                     | (3/2–)#       | β−            | 19C     |         |

- La precisione delle abbondanze isotopiche e della massa atomica è limitata dalle variazioni. Gli intervalli dati dovrebbero essere applicabili a qualsiasi materiale terrestre normale.
- I materiali disponibili commercialmente possono essere aver subito un frazionamento isotopico non rilevato o indesiderato. Possono presentarsi deciazioni sostanziali dalla massa e dalla composizione date.
- I valori contrassegnati con # non sono derivati puramente da dati sperimentali, ma almeno in parte da tendenze sistematiche. Gli spin con argomenti di assegnazione deboli sono racchiusi tra parentesi.
- Le incertezze sono date in forma concisa tra parentesi dopo le ultime cifre corrispondenti. I valori di incertezza denotano una deviazione standard, eccetto la composizione isotopica e la massa atomica standard dello IUPAC, che usano incertezze ampliate.[8]
- Le masse dei nuclidi sono date dalla Commissione sui simboli, le unità, la nomenclatura, le masse atomiche e le costanti fondamentali (Commission on Symbols, Units, Nomenclature, Atomic Masses and Fundamental Constants, SUNAMCO) dello IUPAP.
- Le abbondanze isotopiche sono date dalla Commissione sulle abbondanze isotopiche e i pesi atomici (Commission on Isotopic Abundances and Atomic Weights dello IUPAC.

## Applicazioni

### Boro-10
Il boro-10 si usa nella boroterapia o terapia a cattura neutronica del boro (boron neutron capture therapy, BNCT) come trattamento sperimentale di alcuni tumori cerebrali.